# Nerea (traghetto)
Il Nerea è un traghetto di proprietà della compagnia di navigazione italiana Caronte & Tourist e operata per conto di Siremar.

## Caratteristiche
La nave, costruita dal cantiere Sefine Shipyard di Altınova (Turchia), è stata ordinata dal gruppo Caronte & Tourist nel mese di marzo 2021 e acquistata interamente in autofinanziamento con una spesa quantificata in circa 40 milioni di euro. Il progetto, noto con la sigla P367, è stato realizzato dallo studio triestino Naos Ship and Boat Design.
Il traghetto ha una capacità totale di 700 passeggeri; le sistemazioni prevedono 76 posti letto divisi in 20 cabine di cui due riservate a passeggeri con ridotta capacità motoria. La capacità veicoli è pari a 114 automobili o 420 metri lineari di carico merci, disposti su un unico ponte con altezza pari a 5 metri e scoperto nella parte poppiera per consentire il trasporto di carichi pericolosi. Inoltre può viaggiare anche con vento forte a 30 nodi e mare mosso.
L'alimentazione è affidata, come nel caso del traghetto Elio già in servizio dal 2018, a un impianto misto diesel/GNL fornito da Wärtsilä; la propulsione spetta invece a due propulsori azimutali da 2.500 kW in grado di garantire una velocità di crociera di 16,5 nodi (massima pari a 18,5 nodi). Sono inoltre presenti due eliche di manovra da 800 kW l'uno per effettuare in sicurezza manovre nei piccoli porti.

## Servizio
La nave è stata varata il 1º ottobre 2022; nel settembre dell'anno successivo la nave è entrata in bacino per l'allestimento finale e, un mese più tardi, ha effettuato le prove in mare. La consegna, inizialmente prevista in estate, è avvenuta il 25 novembre 2023, mentre la presentazione è avvenuta a Palermo il successivo 4 dicembre.
Giunto a Trapani il 20 dicembre dello stesso anno, il Nerea è entrato in servizio cinque giorni più tardi sulla linea Trapani-Pantelleria, sulla quale è stato inizialmente impiegato. Proprio presso lo scalo trapanese, l'11 aprile 2024 è stato effettuato il primo rifornimento di gas naturale liquefatto tramite il metodo truck to ship, ovvero un rifornimento diretto dall'autocisterna alla nave.
Dal 5 maggio 2024 la nave è entrata in servizio tra Milazzo e le isole Eolie, dopo aver svolto nei due giorni immediatamente precedenti le prove di ormeggio nel porto mamertino e in quelli dell'arcipelago eoliano. Da novembre 2024 effettua servizio sulla tratta Milazzo-Isole Eolie-Napoli al posto della Laurana, trasferita temporaneamente sulla rotta Trapani-Pantelleria in sostituzione della Paolo Veronese, a sua volta ferma per lavori presso i cantieri navali di Palermo.

## Incidenti
Nella giornata del 18 maggio 2024, durante un attracco nel porto di Santa Marina Salina, si è improvvisamente spezzata una cima d'ormeggio della nave, probabilmente a causa del forte vento di scirocco che soffiava nel corso della suddetta giornata: tale rottura ha causato di conseguenza il ferimento a una gamba di un membro dell'equipaggio. La nave, dopo esser rientrata a Lipari per il trasporto del marittimo ferito, è stata posta sotto sequestro per consentire lo svolgimento delle indagini ma causando al contempo evidenti disagi nei collegamenti.
La nave è stata dissequestrata solo dodici giorni più tardi, il 1º giugno, rientrando regolarmente in servizio.